# Мезологія
Мезологія (давньогрецьке μέσος, mésos «середнє» та -λογια -logia «галузь дослідження») — колишній термін для науки екологія — вивчення взаємозв’язків між живими істотами та їх біологічним, соціальним та екологічним оточенням. (Не слід плутати з мезологією як «вивченням шляхів досягнення щастя». )

## Історія
Термін мезологія був введений англійським теоретиком кольорів і філософом Джорджем Філдом (1777–1854) у книзі, опублікованій у 1839 р. «Обриси аналогічної філософії» . Пізніше цей термін обговорювався в 1860 р. У книзі Луї-Адольфа Бертільйона. Подібним за духом тлумаченням Філда, метою Бертільйона було створити розділ біології, який описував би взаємозв'язок між середовищем та організмами, що живуть усередині нього. Бертільйон вивів поняття з французького виразу з тим самим значенням «Science des milieux»(наука про довкілля). Пізніше він розширив концепцію до соціології.
Сьогодні слово мезологія в основному використовується у французькій мові або португальській мові. В англійській мові найчастіше використовується форма екологія (введена в 1866 р. Ернстом Геккелем), що є кращим терміном. [джерело?]